# 查塔努加谷 (喬治亞州)
查塔努加谷（英語：Chattanooga Valley）是位於美國喬治亞州沃克縣的一個人口普查指定地區。

## 地理
查塔努加谷的座標為34°55′20″N 85°20′08″W / 34.92222°N 85.33556°W，而該地最高點為海拔高度227米（即745英尺）。

## 人口
根據2010年美國人口普查的數據，查塔努加谷的面積為19.50平方千米，當中陸地面積為19.50平方千米，而水域面積為0.00平方千米。當地共有人口3846人，而人口密度為每平方千米197人。